# گئورگی پوپوف
گئورگی پوپوف (بلغاری: Георги Димитров Попов؛ زادهٔ ۱۴ ژوئیهٔ ۱۹۴۴) بازیکن سابق و مربی فوتبال اهل بلغارستان است.
از باشگاه‌هایی که در آن بازی کرده‌است می‌توان به باشگاه فوتبال بوتو پلوودیو اشاره کرد.
وی همچنین در تیم ملی فوتبال بلغارستان بازی کرده‌است.